# Ministre de l'Environnement et du Changement climatique (Canada)
Le ministre de l'Environnement et du Changement climatique est le ministre à la tête d'Environnement et Changement climatique Canada et responsable de la politique environnementale du gouvernement fédéral canadien.

## Liste des ministres
| Titulaire Parti | Titulaire Parti | Titulaire Parti            | Début            | Fin              | Cabinet          |
| --------------- | --------------- | -------------------------- | ---------------- | ---------------- | ---------------- |
|                 |                 | Catherine McKenna Libéral  | 4 novembre 2015  | 20 novembre 2019 | 29e (J. Trudeau) |
|                 |                 | Jonathan Wilkinson Libéral | 20 novembre 2019 | 26 octobre 2021  | 29e (J. Trudeau) |
|                 |                 | Steven Guilbeault Libéral  | 26 octobre 2021  | 14 mars 2025     | 29e (J. Trudeau) |
|                 |                 | Terry Duguid Libéral       | 14 mars 2025     | 13 mai 2025      | 30e (Carney)     |
|                 |                 | Julie Dabrusin Libéral     | 13 mai 2025      | En fonction      | 30e (Carney)     |

### Anciens titres

#### Ministre de l'Environnement (1971-2015)
| Titulaire Parti  | Titulaire Parti                                      | Début             | Fin               | Cabinet        |
| ---------------- | ---------------------------------------------------- | ----------------- | ----------------- | -------------- |
|                  | Jack Davis Libéral                                   | 11 juin 1971      | 7 août 1974       | 20e (Trudeau)  |
|                  | Jeanne Sauvé Libéral                                 | 8 août 1974       | 4 décembre 1975   | 20e (Trudeau)  |
|                  | Roméo LeBlanc (par intérim) Libéral                  | 5 décembre 1975   | 21 janvier 1976   | 20e (Trudeau)  |
|                  | Jean Marchand Libéral                                | 22 janvier 1976   | 30 juin 1976      | 20e (Trudeau)  |
|                  | Roméo LeBlanc (par intérim) Libéral                  | 1er juillet 1976  | 13 septembre 1976 | 20e (Trudeau)  |
|                  | Roméo LeBlanc Libéral                                | 14 septembre 1976 | 1er avril 1979    | 20e (Trudeau)  |
|                  | Leonard Marchand (en) Libéral                        | 2 avril 1979      | 3 juin 1979       | 20e (Trudeau)  |
|                  | John Allen Fraser Progressiste-conservateur          | 4 juin 1979       | 2 mars 1980       | 21e (Clark)    |
|                  | John Roberts Libéral                                 | 3 mars 1980       | 11 août 1983      | 22e (Trudeau)  |
|                  | Charles Ciaccia Libéral                              | 12 août 1983      | 29 juin 1984      | 22e (Trudeau)  |
| 30 juin 1984     | Charles Ciaccia Libéral                              | 16 septembre 1984 | 23e (Turner)      |                |
|                  | Suzanne Blais-Grenier Progressiste-conservateur      | 17 septembre 1984 | 19 août 1985      | 24e (Mulroney) |
|                  | Tom McMillan Progressiste-conservateur               | 20 août 1985      | 7 décembre 1988   | 24e (Mulroney) |
|                  | Lucien Bouchard Progressiste-conservateur            | 8 décembre 1988   | 21 mai 1990       | 24e (Mulroney) |
|                  | Frank Oberle (par intérim) Progressiste-conservateur | 22 mai 1990       | 22 mai 1990       | 24e (Mulroney) |
|                  | Robert de Cotret Progressiste-conservateur           | 23 mai 1990       | 20 avril 1991     | 24e (Mulroney) |
|                  | Jean Charest Progressiste-conservateur               | 21 avril 1991     | 24 juin 1993      | 24e (Mulroney) |
|                  | Pierre H. Vincent Progressiste-conservateur          | 25 juin 1993      | 3 novembre 1993   | 25e (Campbell) |
|                  | Sheila Copps Libéral                                 | 4 novembre 1993   | 24 janvier 1996   | 26e (Chrétien) |
|                  | Sergio Marchi Libéral                                | 25 janvier 1996   | 10 juin 1997      | 26e (Chrétien) |
|                  | Christine Stewart Libéral                            | 11 juin 1997      | 2 août 1999       | 26e (Chrétien) |
|                  | David Anderson Libéral                               | 3 août 1999       | 11 décembre 2003  | 26e (Chrétien) |
| 12 décembre 2003 | David Anderson Libéral                               | 19 juillet 2004   | 27e (Martin)      |                |
|                  | Stéphane Dion Libéral                                | 20 juillet 2004   | 27e (Martin)      | 5 février 2006 |
|                  | Rona Ambrose Conservateur                            | 6 février 2006    | 3 janvier 2007    | 28e (Harper)   |
|                  | John Baird Conservateur                              | 4 janvier 2007    | 29 octobre 2008   | 28e (Harper)   |
|                  | Jim Prentice Conservateur                            | 30 octobre 2008   | 4 novembre 2010   | 28e (Harper)   |
|                  | John Baird (par intérim) Conservateur                | 5 novembre 2010   | 3 janvier 2011    | 28e (Harper)   |
|                  | Peter Kent Conservateur                              | 4 janvier 2011    | 14 juillet 2013   | 28e (Harper)   |
|                  | Leona Aglukkaq Conservateur                          | 15 juillet 2013   | 4 novembre 2015   | 28e (Harper)   |

#### Ministre d'État (Environnement) (1977-1993)
| Titulaire Parti | Titulaire Parti | Titulaire Parti                               | Début             | Fin            | Cabinet        |
| --------------- | --------------- | --------------------------------------------- | ----------------- | -------------- | -------------- |
|                 |                 | Leonard Marchand (en) Libéral                 | 15 septembre 1977 | 1er avril 1979 | 20e (Trudeau)  |
|                 |                 | Pauline Browes (en) Progressiste-conservateur | 21 avril 1991     | 3 janvier 1993 | 24e (Mulroney) |
|                 |                 | Mary Collins (en) Progressiste-conservateur   | 3 janvier 1993    | 24 juin 1993   | 24e (Mulroney) |